# Louis Emden
Louis Emden (* 8. Januar 1813 in Sorgen, Niederlausitz; † 13. November 1880 in Spandau) war ein deutscher Politiker und Mitglied des Reichstages.

## Leben und Wirken
Louis Emden besuchte die Bürgerschule in Spandau und absolvierte anschließend eine kaufmännische Lehre in Magdeburg, Berlin und Erfurt. Er war von 1842 bis 1876 als Kaufmann in Spandau tätig. 1843 bis 1853 war er Mitglied des Magistrats von Spandau. Ab 1866 war er Stadtverordnetenvorsteher ebenda. Nach ihm ist in Spandau, im Ortsteil Neustadt, die Emdenzeile benannt.
Er gehörte während der 11. und 12. Session, von 1870 bis 1876, dem Preußischen Abgeordnetenhaus für den Wahlkreis Potsdam 6 (Osthavelland) an. Er gehörte im Abgeordnetenhaus und im Deutschen Reichstag zur Fraktion der Fortschrittspartei. 1871 bis 1874 war Louis Emden Mitglied des Reichstags. Dorthin wählte ihn der Wahlkreis Potsdam 7. Er war Mitglied der Deutschen Fortschrittspartei.